# Ford R-Serie
Der Ford R-Serie war ein Omnibus-Fahrgestell des Herstellers Ford Thames in Dagenham, London, England. Das Modell wurde von 1964 bis 1986 hergestellt. Eine Reihe von Komponenten, einschließlich der Motoren, wurden mit dem Lkw Ford D-Serie gemeinsam genutzt. Der Motor war hier jedoch stehend noch vor der Vorderachse montiert, um den Fahrgasteinstieg unmittelbar neben dem Platz des Fahrers anordnen zu können. Die Fahrzeuge waren 10 (Modell R192, später R1014) bzw. 11 Meter (R226, später R1114) lang und mit einem 140 PS starken Dieselmotor ausgerüstet.
Die Baureihe wurde kontinuierlich weiterentwickelt. Bei den letztgebauten Varianten R1015 bzw. R1115 war der Turbo-Dieselmotor zur Seite geneigt, um Bauhöhe einzusparen. Diese Varianten wurden ab 1978 gebaut.
Die R-Serie war in erster Linie ein Konkurrent der verschiedenen Bedford-Chassis, die zur damaligen Zeit sehr erfolgreich waren. Beide Fahrgestelle stellten eine billigere Alternative zu den Konstruktionen des damaligen Marktführers Leyland Motors und später von Volvo und DAF dar. Ein synchronisiertes Getriebe war serienmäßig, einige Fahrzeuge wurden später jedoch mit Allison Automatikgetrieben ausgestattet, um die Arbeitsbelastung des Fahrers in städtischen Gebieten zu verringern. Die Aufbauten kamen von Duple Coachbuilders (Duple Dominant) und von Plaxton (Plaxton Panorama Elite und Plaxton Supreme) sowie von Willowbrook.
Die R-Serie erfreute sich im Großbritannien der 1970er Jahre außerordentlich großer Beliebtheit. Nach der Wahl der konservativen Regierung 1979 wurden die Subventionen für den öffentlichen Personennahverkehr jedoch stark gesenkt, so dass die Nachfrage nachließ. Die letzten Fahrzeuge wurden 1986 produziert. Busse mit Frontmotor sind in Europa mittlerweile kaum noch gebräuchlich, da erhöhte Anforderungen an die Barrierefreiheit gestellt werden, die nur mit Niederflurbussen erfüllt werden können. Einige Busse der R-Serie werden noch im Personenverkehr genutzt, so z. B. auf Malta, andere Fahrzeuge wurden zu Wohnmobilen und Autotransportern umgebaut.
Ein bedeutender Nutzer der auf diesem Fahrgestell aufgebauten Busse war Jersey Motor Transport. In den 1970er und 1980er Jahren bestand die Flotte nahezu vollständig aus Bussen der R-Serie. Grund war die Bereitschaft des Herstellers und diverser Karosseriebaufirmen, nicht standardisierte kürzere und schmalere Busse zu liefern, die den örtlichen Größenbeschränkungen entsprachen. Die meisten dieser Busse besaßen den schmalen Aufbau des Duple Dominant, frühere Aufbauten kamen auch von Willowbrook, spätere von Wadham Stringer. Jersey Motor Transport besaß auch einige größere und längere Busse mit Aufbauten von Plaxton, die ursprünglich für Betreiber im Nordosten Englands gebaut wurden. Diese Busse benötigten besondere Betriebsvorschriften und konnten auf Jersey nur auf einigen Strecken eingesetzt werden. Wegen der Betriebsbeschränkungen wurden sie nach einigen Jahren verkauft.

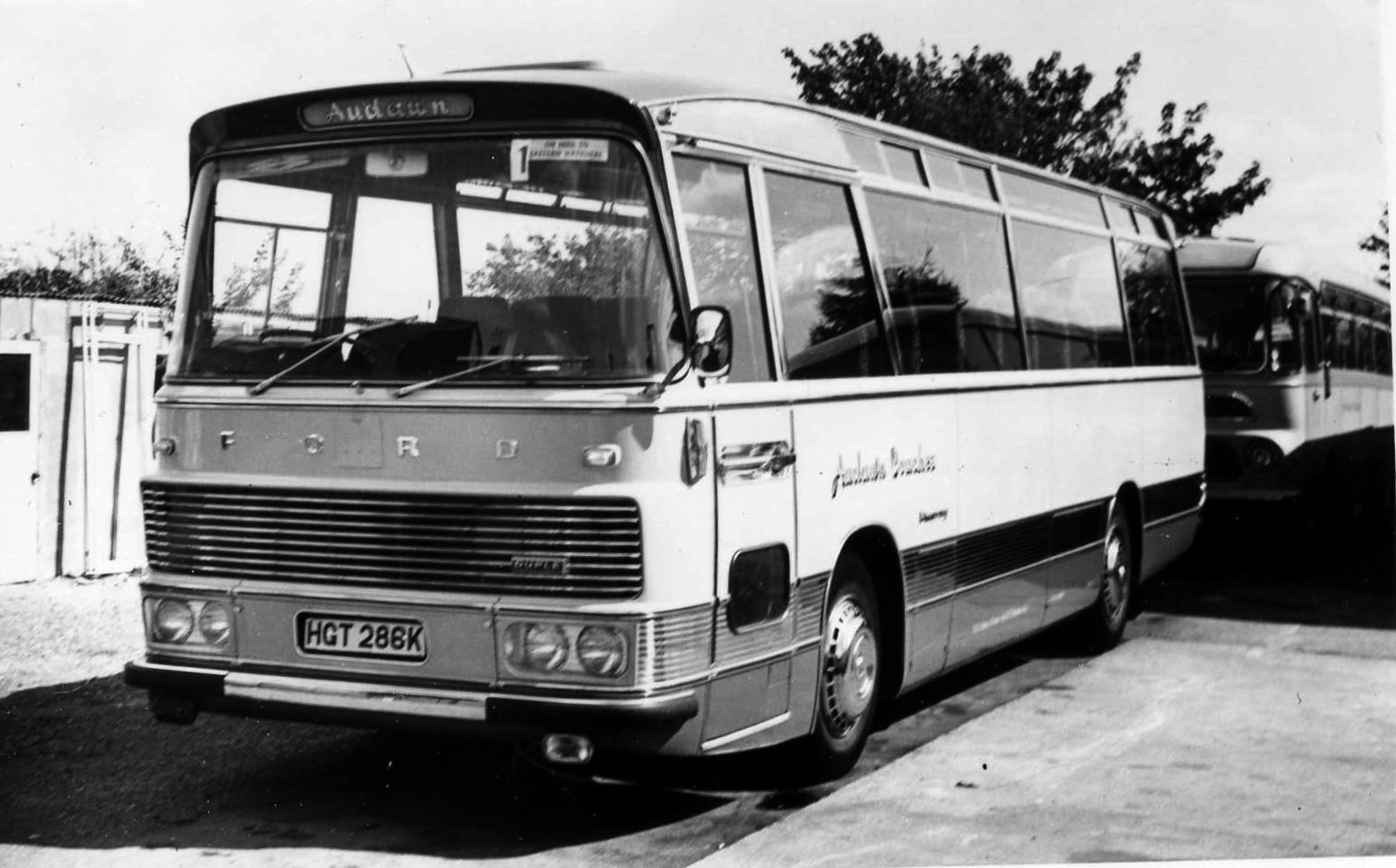
Ford R192, Aufbau Duple
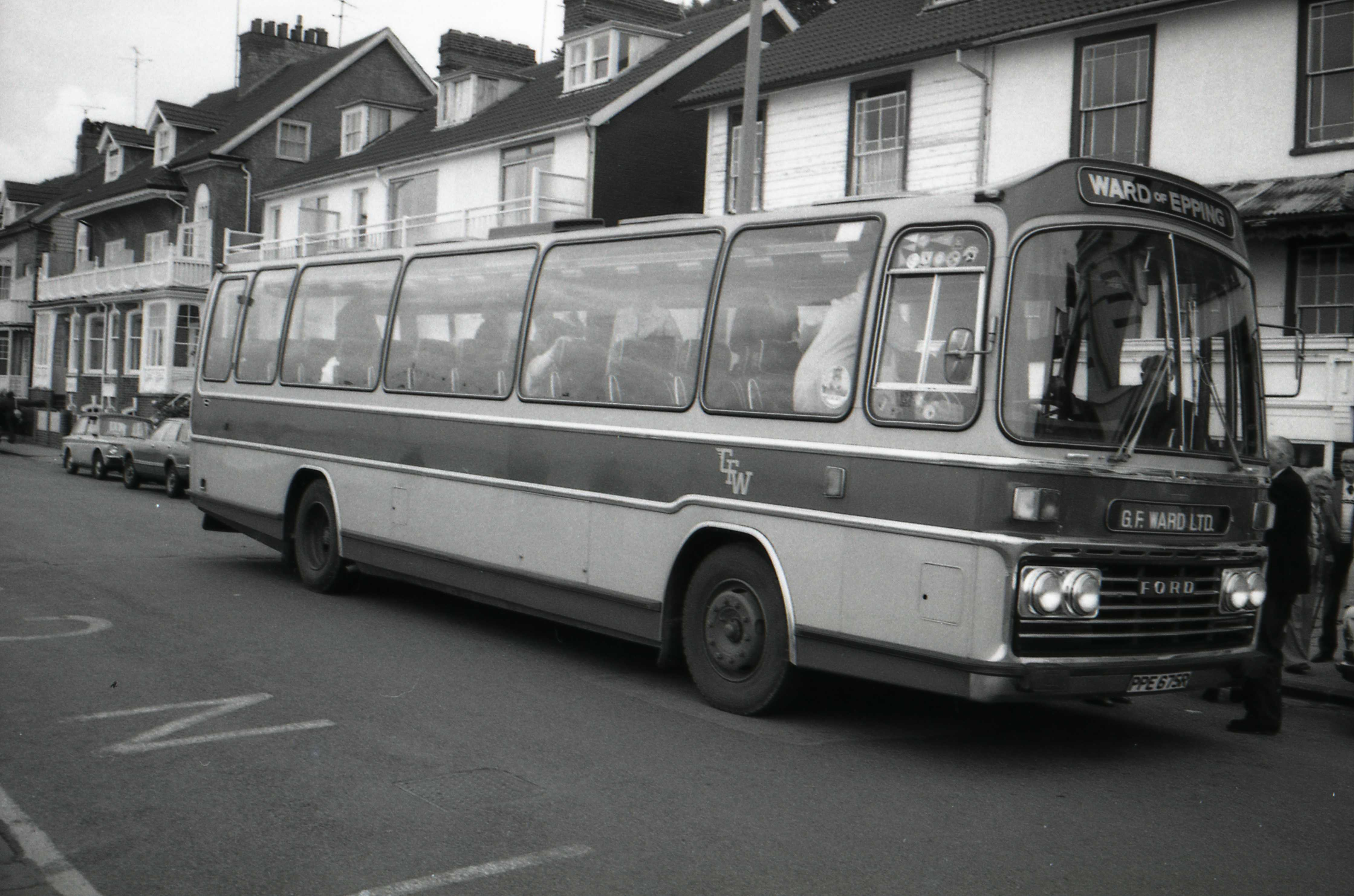
Ford R1114 Plaxton Aufbau 1978

## Hyundai R192/R182
Der südkoreanische Hersteller Hyundai baute von 1969 bis 1976 den Ford R192 mit dem 125 PS starken und als R182 von 1973 bis 1977 mit dem 150 PS Dieselmotor mittels Badge-Engineering. Danach ersetzte Hyundai sie durch die eigene entwickelte Baureihe Hyundai HD160 / HD170.